# Répondez-moi
Répondez-moi è un singolo del cantante svizzero Gjon's Tears, pubblicato il 6 marzo 2020 su etichetta discografica Muve Recordings.
Il brano è stato selezionato internamente dall'ente radiotelevisivo nazionale SRG SSR per rappresentare la Svizzera all'Eurovision Song Contest 2020 prima della cancellazione dell'evento.

## Pubblicazione e composizione
Il brano è scritto e composto in collaborazione con Xavier Michel, Alizé Oswald, Jeroen Swinnen e Gjon Muharremaj, interprete del brano.
È stato pubblicato il 6 marzo 2020 dall'etichetta Muve Recordings in streaming e in download digitale, accompagnato da un video musicale pubblicato su YouTube.

## Descrizione
In un'intervista, l'artista ha affermato di come il testo sia strettamente personale. Soprattutto per quanto riguarda una persona con origini variegate a causa dell'immigrazione, con la consapevolezza di sapere come andare avanti.

## Video musicale
Il video musicale è stato trasmesso in anteprima sul canale YouTube dell'Eurovision Song Contest il 4 marzo 2020. È stato prodotto da Thierry Pradervand e Raphaël Piguet sotto la supervisione di Janine Piguet per conto dell'Inred Production ed è stato girato presso l'omonimo studio di produzione a Ollon. Oltre ad alcune scene girate nella Biblioteca universitaria di Friburgo.

## Partecipazione all'Eurovision Song Contest
Il brano era stato selezionato dall'emittente televisiva svizzera SRG SSR per rappresentare la Svizzera all'Eurovision Song Contest 2020 di Rotterdam, Paesi Bassi. Tuttavia in seguito alla cancellazione dell'evento, dovuta alla pandemia di COVID-19, il brano non è stato ammesso all'edizione successiva.
L'emittente europea OutTV, con sede nei Paesi Bassi, l'ha inserito al secondo posto di un sondaggio rivolto al proprio pubblico. Inoltre, prima della cancellazione dell'evento, il brano era tra i favoriti per la vittoria secondo i siti di scommesse.

## Tracce
1. Répondez-moi – 2:59
2. Répondez-moi (Versione karaoke) – 2:59

## Classifiche
| Classifica (2021) | Posizione massima |
| ----------------- | ----------------- |
| Svizzera          | 42                |